# 上维森塔尔
上维森塔尔（德語：Oberwiesenthal，發音：[oːbɐˈviːzn̩taːl] ⓘ）是德国萨克森州厄尔士山县的城市，面积40.02平方千米，2023年12月31日人口为2,051人。